# Vultee XP-68 Tornado
Vultee XP-68 Tornado – wersja rozwojowa myśliwca Vultee XP-54 Swoose Goose, XP-68 miał być napędzany 42-cylindrowym silnikiem Wright XR-2160 Tornado z dwoma śmigłami przeciwbieżnymi. Samolot otrzymał oznaczenie XP-68 w lipcu 1941, ale po porzuceniu prac nad silnikami Wright Tornado 22 listopada 1941 roku anulowano także projekt samolotu.